# Martha Butbul

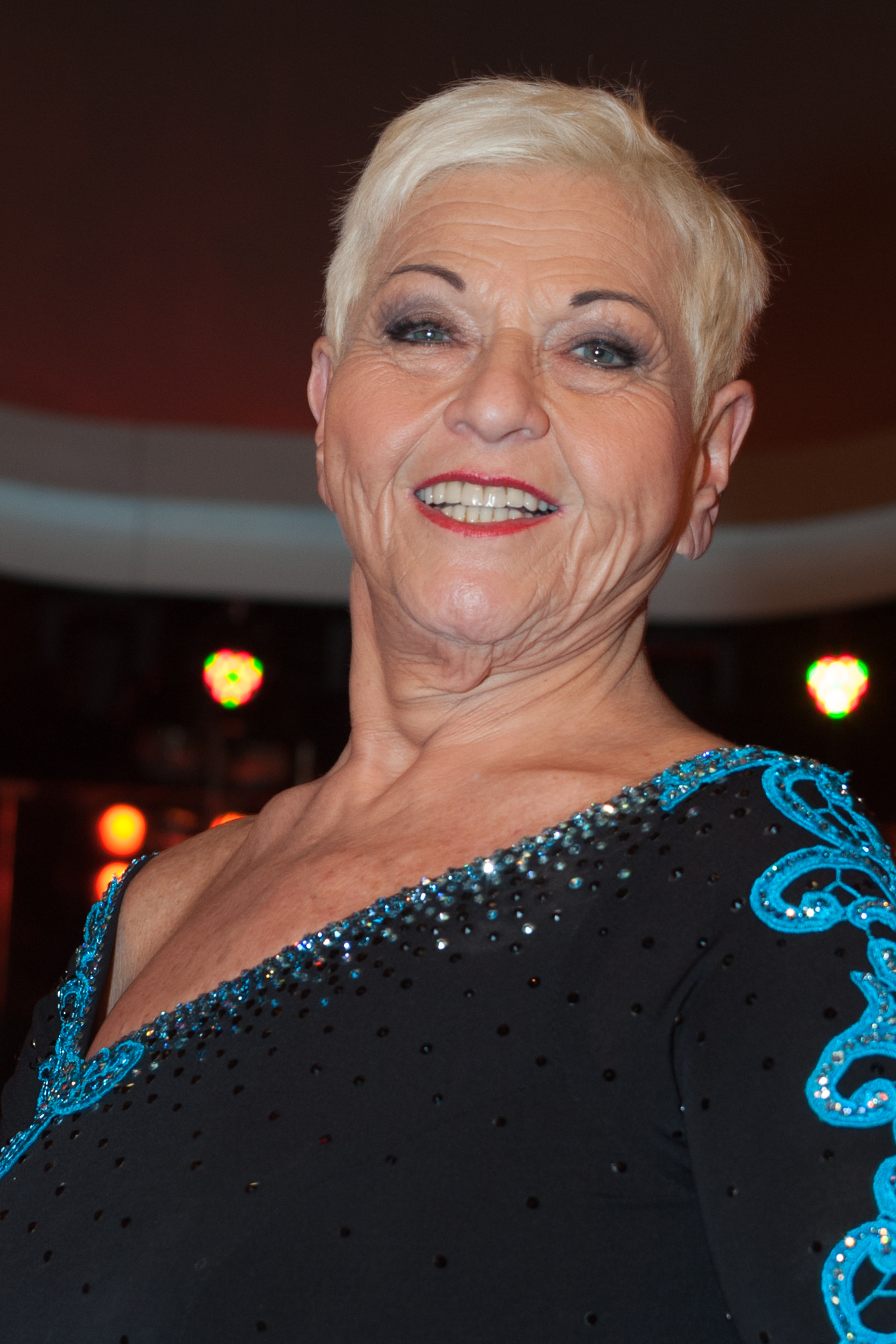
Jazz Gitti, 2016.

Martha Butbul, Jazz Gitti, född 13 maj 1946 i Wien, är en österrikisk sångerska, musiker och företagsledare.
När Butbul var 16 år vann hon en musiktävling för ungdomar, Lulila. År 1962 flyttade hon till Haifa i Israel där hon senare gifte sig. År 1965 fick hon en dotter, Shlomit och 1971 återvände Butbul till Österrike där hon sökte och erhöll skilsmässa från sin dåvarande make. Under två års tid arbetade hon som servitris på Jazz Freddy, där hon upptäckte jazzmusiken. År 1973 startade Butbul en egen restaurang och bar, Cafe Zuckerl. 1975 startade hon en egen jazzklubb och det var nu hon erhöll smeknamnet Jazz Gitti. Senare öppnade hon också en jazzklubb, Gittis Jazz-Klub, i ett rivningsområde och 1979 revs byggnaden där klubben låg. 
Från 1980–1983 uppträdde Butbul med rock-/punkmusikgruppen Drahdiwaberl där det visade sig att hon hade fallenhet för musik och scenframträdande. under den hör tiden spelade hon in sin första singelskiva, Hey Du, och deltog med den i den österrikiska uttagningen till Eurovision Song Contest. I samband med detta beslöt hon att satsa fullt ut på musiken och startade musikgruppen Jazz Gitti and her disco killers. Hon blev snart känd i både Österrike och Tyskland.
Butbuls första egna skiva med sin grupp, A Wunda, togs emot mycket väl av publiken och såväl den som efterföljande skivor sålde mycket bra. 1991 fick Butbul motta World Music Award ur Cliff Richards händer. 1992 fick hon andra pris för sin serie "Tohuwabohu som gick på TV-kanalen ORF. 

## Jazz Gitti & her disco killers

### Medlemmar
- Martha Butbul - sång
- Michael Scheickl - klaviatur och gitarr
- Thomas M. Strobl - Basgitarr och gitarr
- Rainer Sokal - klaviatur
- Wolfgang Wehner - trummor

### Diskografi
- A Wunda
- Hoppala
- Nimm's leicht Piccolo
- Jazz Gitti Gold (1997)
- Made in Austria
- Bergauf
- Die Liebe meines Lebens
- Meine wahren Memoiren (2006)